# 山名誠通
山名 誠通（やまな のぶみち）は、戦国時代の武将。因幡国守護。

## 生涯
因幡守護・山名豊頼の子として誕生。はじめ、宗家である但馬山名氏の山名誠豊より偏諱を受けて誠通と名乗る。当時の因幡山名氏は兄である豊重ー豊治系統と弟である豊頼ー誠通系統に分裂しており、大永年間には豊治が守護であったことが知られる。その後、享禄5年（1532年）になって誠通が因幡の太守として記録に登場（「八上郡弓河内村日月大明神棟札」）することから、この間に因幡守護の交代があったとみられている。
一方、但馬山名氏では享禄元年（1528年）に誠豊が死去し、その甥である祐豊が跡を継ぐが、誠通は祐豊と対立関係を深めていくようになる。両山名氏の対立の原因は不明であるが、永正年間以来、山名氏の本拠地の1つであった伯耆国が出雲国の尼子経久に奪われ、伯耆と隣接する因幡山名氏は尼子氏と結んで領国を守ろうとしたのに対し、但馬山名氏は大内義隆を結んで尼子氏を挟み撃ちにしようとしたとも考えられる。
天文10年（1541年）の吉田郡山城の戦いにおける尼子氏の敗北と翌年の大内氏による月山富田城の戦い合わせるように山名祐豊による因幡国への侵攻が本格化していった。同じ頃、尼子晴久より偏諱を受けて久通と改名した。これは但馬山名氏との対決のために、「誠」の一字を破棄し尼子氏への従属を表すと共に、その援助を期待しての行動と思われる。当然、伯耆に続いて因幡の喪失につながるこの行動は祐豊は許容できなかったとみられている。天文14年（1545年）には鳥取城を築城し、祐豊への備えとするなど守りを固めた。
天文17年（1548年）、祐豊軍の因幡奇襲に隙を突かれ、討ち死にした（申の歳崩れ）。

## 亡き後の因幡山名氏
久通（誠通）死後の因幡守護は、天文21年（1552年）に尼子晴久が正式に室町幕府より任じられた。これに対抗するように、山名祐豊の弟・豊定が但馬山名氏を後ろ盾として因幡へ勢力を扶植し、因幡守護的な地位に治まったものの、その後伯耆国より来襲する晴久は久通（誠通）の遺児である源七郎（豊通）を支援して度々争っており、山名氏と尼子氏の対立は永禄年間まで続く。
その豊通（改め豊成）は鹿野城にあって因幡の要所を押さえながらも、晴久の死去により尼子氏の支援は無くなり、布勢屋形に反旗を翻した武田高信によって永禄6年（1563年）に毒殺され、次男・弥次郎（豊次）も高草郡立見峠で武田勢に討たれ因幡山名氏は衰退した。子孫は尼子氏に代わり因幡の支配者となった毛利氏に仕え、末裔は長州藩士となった。

## 山名誠通に関する異説
- 通説によると、鳥取城は天文13年（1544年）に山名誠通の命を受けた武田国信（高信の父）の家臣・田原某により築城されたことになっている。しかし、天文12年（1543年）に尼子晴久が鳥取山下（鳥取城）を攻めた記録があるので、鳥取城は山名誠通に対する但馬山名氏の抑えとして築かれたとする説が有力になっている。
- 前記「申の歳崩れ」に相当する合戦については、当時の古文書には記録されていない。また山名誠通は確実な文書には天文15年（1546年）を最後に登場しない。加えて、誠通の家臣とされた武田山城守も但馬山名氏に通じていたことを裏付ける文書も発見されている（一方、但馬山名氏の家臣が因幡国内での活動を活発化させるのもこの時期以降である[5]）。したがって、山名誠通は天文15年（1546年）頃に但馬の山名祐豊と鳥取城の武田山城守の攻撃によって、立見峠で討たれたとする説もある。現在も立見峠周辺に残る「山名弥次郎の怨霊伝説」は、誠通討ち死にの史実が姿を変えて伝えられたものと考えることもできる（高橋正弘『山陰戦国史の諸問題・上』より）。